# Liste der Mitgliedsverbindungen des CV

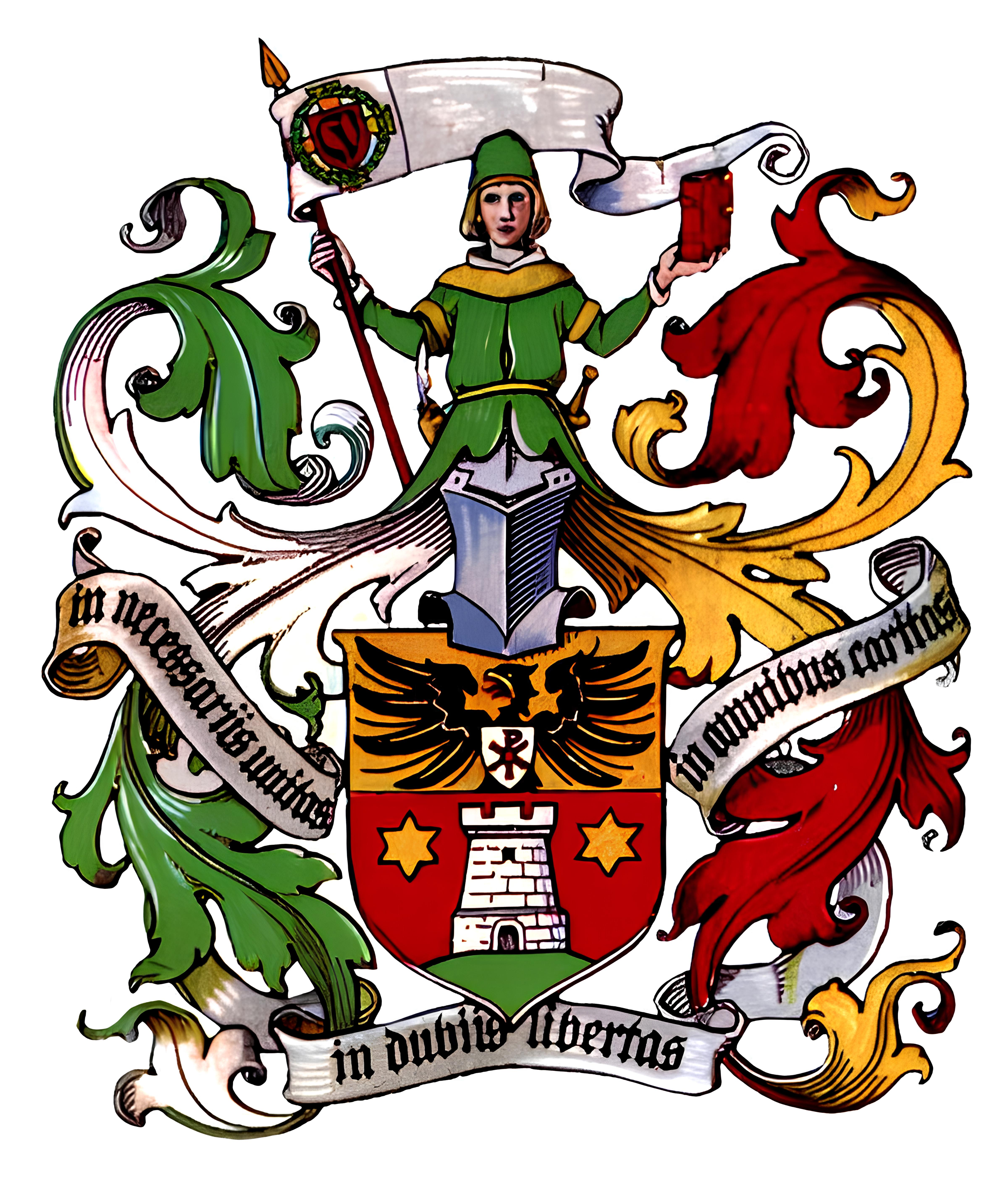
Wappen des CV

 Die Liste der Mitgliedsverbindungen des CV ist eine Gesamtaufstellung aller derzeit existierenden Mitgliedsverbindungen des Cartellverbandes der katholischen deutschen Studentenverbindungen. Der CV ist in Deutschland, Belgien, Frankreich, Ungarn, Italien, Japan, Kamerun, Polen und der Schweiz durch seine Mitglieder und assoziierten Mitglieder vertreten.
→ Zur Liste des ÖCV siehe: Cartellverband der katholischen österreichischen Studentenverbindungen

## Die Liste
Der Verband ist gelb hinterlegt. Die Einzelverbindungen sind darunter aufgelistet. Die Nummer besteht aus einem Buchstaben für den Verband und der Nummer der Mitgliedschaft entsprechend dem Eintritt in den Verband.
|  |
|  |
|  |
|  |
|  |

|  |
|  |
|  |
|  |
|  |
|  |
|  |

## Assoziierte Mitglieder
Hier werden die assoziierten Mitgliedsverbindungen aufgeführt.
| Name                                      | Sitz                  | Farben                                               | Wappen                                     | Zirkel                           | Gründung | Aufnahme | Kürzel | Anmerkungen |
| ----------------------------------------- | --------------------- | ---------------------------------------------------- | ------------------------------------------ | -------------------------------- | -------- | -------- | ------ | ----------- |
| KAV Lovania Löwen                         | Löwen, Belgien        | Farben der KAV Lovania Löwen                         | Das Zweite Wappen der K.A.V. Lovania Löwen | Der Zirkel der KAV Lovania Löwen | 1896     | 1897     | Lov    |             |
| AV Edo-Rhenania Tokio                     | Tokio, Japan          | Farben der AV Edo-Rhenania Tokio                     |                                            |                                  | 1963     | 1964     | E-Rh   |             |
| EStV Robert Schuman Argentorata Straßburg | Straßburg, Frankreich | Farben der EStV Robert Schuman Argentorata Straßburg |                                            |                                  | 1992     | 1993     | RSA    |             |
| KAV Rheno-Fua-Ndem                        | Dschang, Kamerun      | Farben der KAV Rheno-Fua-Ndem                        |                                            |                                  | 2008     | 2009     | RFN    |             |
| KTStV Pontana Regensburg                  | Regensburg            | Farben der KTStV Pontana Regensburg                  |                                            |                                  | 1957     | 2024     | Po     |             |

## Ehemalige Mitglieder
Hier werden die ehemaligen Mitgliedsverbindungen aufgeführt.
| Name                                 | Sitz                 | Farben                                        | Wappen | Zirkel | Gründung | Aufnahme | Kürzel | Anmerkungen                                                  |
| ------------------------------------ | -------------------- | --------------------------------------------- | ------ | ------ | -------- | -------- | ------ | ------------------------------------------------------------ |
| KDStV Germania Freiburg im Üechtland | Marburg              |                                               |        |        | 1895     |          |        | fusioniert mit KDStV Palatia Marburg (1908)                  |
| KDStV Landeck Freiburg im Breisgau   | Freiburg im Breisgau | Farben der KDStV Landeck Freiburg im Breisgau |        |        | 1929     |          | La     | fusioniert mit KDStV Hercynia Freiburg im Breisgau (1935)    |
| KDStV Algovia München                | München              | Farben der KDStV Algovia München              |        |        | 1900     | 1924     | Alg    | fusioniert mit KDStV Vindelicia München (1948)               |
| KDStV Germania Berlin                | Berlin               | Farben der KDStV Germania Berlin              |        |        | 1895     | 1920     | GrB    | fusioniert mit KDStV Borusso-Saxonia Berlin (1950)           |
| KDStV Montana Pribrans im SCV        | Heidelberg           |                                               |        |        | 1934     |          |        | fusioniert mit KDStV Ferdinandea (Prag) Heidelberg (1946)    |
| KDStV Aureata (Eichstätt) München    | München              | Farben der KDStV Aureata Eichstätt München    |        |        | 1947     |          | Aur    | fusioniert mit KDStV Tuiskonia München (1972)                |
| KDStV Rheno-Bavaria Köln             | Köln                 | Farben der KDStV Rheno-Bavaria Köln           |        |        | 1951     |          | R-Bv   | fusioniert mit KDStV Asgard (Düsseldorf) Köln (1975)         |
| KDStV Salia (Breslau) Köln           | Köln                 | Farben der KDStV Salia (Breslau) Köln         |        |        | 1904     |          | Sal    | fusioniert mit KDStV Rheinland Köln (1975)                   |
| VKDSt Eckart Köln                    | Köln                 | Farben der VKDSt Eckart Köln                  |        |        | 1905     |          | Eck    | fusioniert mit KDStV Rappolstein (Straßburg) Köln (1975)     |
| AV Rupert Mayer Frankfurt            | Frankfurt am Main    | Farben der AV Rupert Mayer Frankfurt          |        |        | 1957     |          | RM     | fusioniert mit KDStV Guestfalo-Silesia Paderborn (1983)      |
| KDStV Rheinfels Bonn                 | Bonn                 | Farben der KDStV Rheinfels Bonn               |        |        | 1946     |          | Rfs    | fusioniert mit KDStV Ascania Bonn (1986)                     |
| KDStV Ostland Clausthal-Zellerfeld   | Clausthal-Zellerfeld | Farben der KDStV Ostland Clausthal-Zellerfeld |        |        | 1957     |          | Old    | fusioniert mit AV Glückauf-Salia Clausthal-Zellerfeld (1996) |
| KDStV Der Hohentwiel Stuttgart       | Stuttgart            | Farben der KDStV Der Hohentwiel Stuttgart     |        |        | 1924     |          | Ht     | fusioniert mit AV Alania Stuttgart (1997)                    |
| AV Arminia Münster                   | Münster              | Farben der AV Arminia Münster                 |        |        | 1901     |          | ArM    | fusioniert mit AV Cheruscia Münster (2002)                   |
| KDStV Grotenburg (Detmold) Köln      | Köln                 | Farben der KDStV Grotenburg (Detmold) Köln    |        |        | 1920     |          | Gbg    | fusioniert mit KDStV Asgard (Düsseldorf) Köln (2012)         |
| KDStV Guelfia Würzburg               | Würzburg             | Farben der KDStV Guelfia Würzburg             |        |        | 1922     | 2005     | Gu-W   | fusioniert mit KDStV Thuringia Würzburg (2014)               |
| KDStV Suevia-Danubia Fünfkirchen     | Pécs, Ungarn         |                                               |        |        | 1991     | 1991     | Sv-D   |                                                              |